# Solvatten

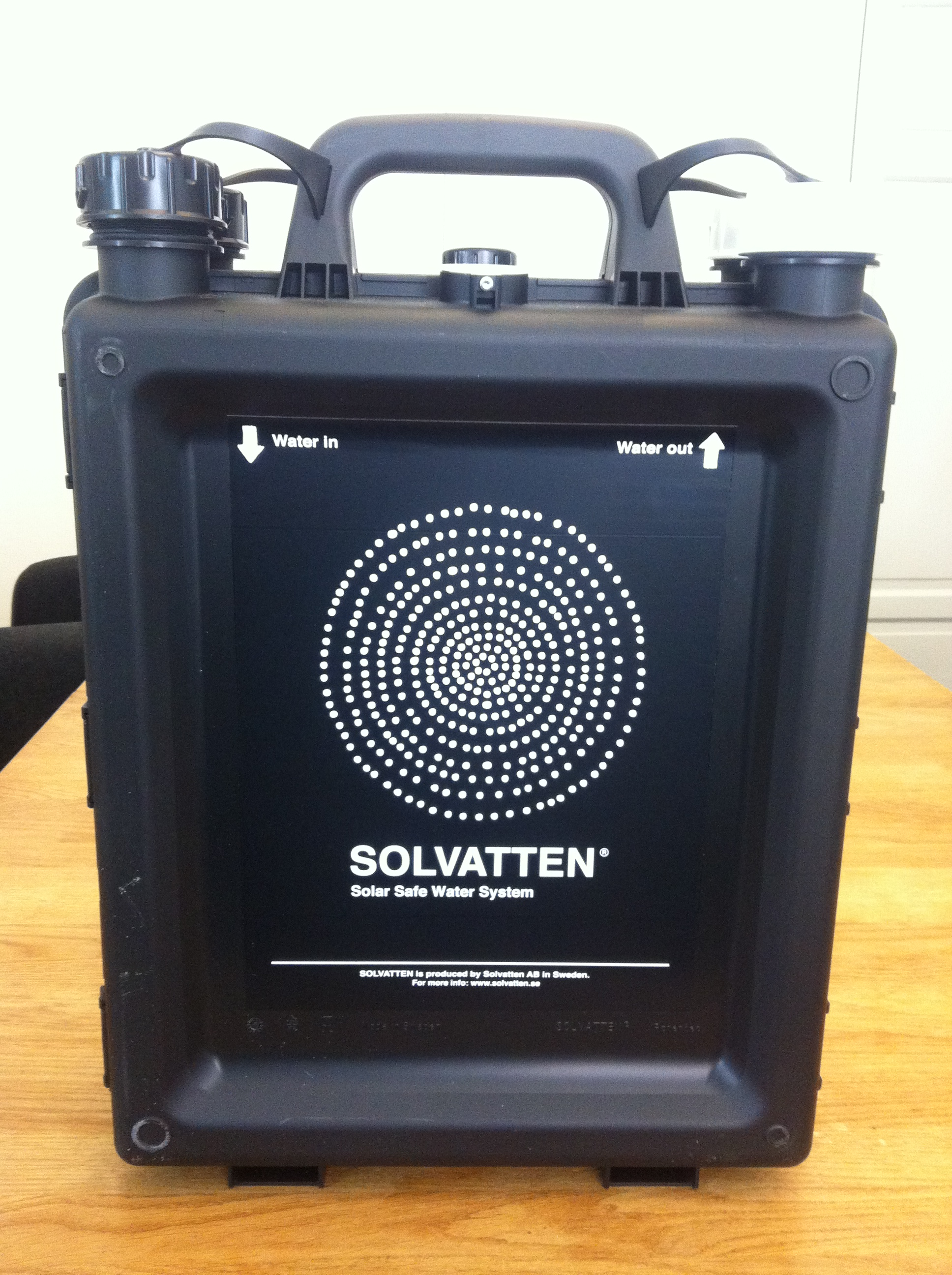
Solvatten.

Solvatten är en 10-liters portabel vattenrenare som renar och hettar upp vatten med hjälp av solljus.  
Produkten har tagits fram av uppfinnaren och entreprenören Petra Wadström. Den riktar sig till användare i tredje världen som med rent och hett vatten kan minska både familjens sjukvårdskostnader och vedbehov. Den har därför uppmärksammats av biståndsorganisationer och miljöorganisationer. År 2019 hade omkring 340 000 personer användning av Solvatten.

## Funktion
Solvatten är öppningsbar med gångjärn längs långsidan och består av två fem liters kammare. Kamrarna fylls med vatten genom varsin påfyllningspip som har ett relativt grovt partikelfilter av tyg. Filtret kan bytas mot valfritt tygstycke om det förloras eller på annat sätt förverkas. Den placeras öppnad i solen med insidans väggar upp mot solen. Solen värmer upp vattnet och väggarna är gjorda av en plast som släpper igenom solens UV-b-ljus. Värmen försvagar farliga mikroorganismer som oskadliggörs av UV-ljuset, en temperatur på 55°C är tillräcklig men den kan hetta upp vattnet över 75°C. Processen tar mellan två och sex timmar för 10 liter. En indikator i form av en grön gubbe visar när vattnet är säkert att använda i enlighet med WHO:s riktlinjer för ”safe water”. Vattnet tappas sedan ur från två vita öppningar motstående de filterförsedda. Produkten kan hållas ren genom att man sköljer den med vatten och en handfull torkade linser, den kan också UV-steriliseras genom att exponeras tom i solen i cirka 30 minuter.
Tekniken kräver inga kemikalier eller andra energikällor än solljus och värmer vattnet till över 75°C. Reningsprocessen kan upprepas fyra gånger dagligen vilket genererar 40 liter rent, varmt vatten. En Solvatten kan användas i sju till tio års tid utan byte av reservdelar.

## Utmärkelser
Petra Wadström har prisats för uppfinningen, bland annat med:
- Skapapriset, 2008.[5]
- Climate Solver 2009, WWF.[7]
- Änglamarkspriset, 2011.[8]
- The Solar Flare Award, 2012.
- The Soroptimists Women's prize, 2012.
- The International Green Award 2012.
- Energy Globe Awards 2013.
- Nordiska Rådets Miljöpris 2013.
- Polhemspriset, 2013.[9]
- Årets svenska kvinna 2015 av Swea, Swedish Women's Educational Association.[10]
- UNFCCC, Momentum For Change Award, 2015.[11]
- Årets Tekniker, 2015.[12]
- Awarded by Society For Neglected Tropical Diseases, ISNTD 2016.[13]
- EU Women Innovator Award, European Commission 2017.[14]
- Keynote Speaker Nobel Water Matters 2018. [15]
- Svenska hjältar, Årets miljöhjälte 2020.[16]
- Royal Institute of Technology, KTH Stockholm Grand Prize 2022 [17]